# Triệu Hiếu Thành vương
Triệu Hiếu Thành vương (chữ Hán: 趙孝成王; trị vì: 265 TCN - 245 TCN), tên thật là Triệu Đan (趙丹), là vị vua thứ tám của nước Triệu - chư hầu nhà Chu trong lịch sử Trung Quốc. Triệu Đan là con của Triệu Huệ Văn vương, vua thứ 7 của nước Triệu. Năm 266 TCN, Triệu Huệ Văn vương qua đời, Triệu Đan lên nối ngôi, tức Triệu Hiếu Thành vương.
Thời kỳ trị của ông chứng kiến sự suy yếu về sức mạnh quân sự và kinh tế của nước Triệu sau thất bại ở Trường Bình, không bao giờ khôi phục lại được sức mạnh như trước. Nước Triệu vì vậy sau này chỉ có thể nhờ vào liên minh hợp tung để chống lại tiến quân của Tần.

## Liên minh với Tề
Hiếu Thành vương lên ngôi khi còn ít tuổi, thái hậu nhiếp chính. Lúc đó chị ông đã được gả cho Yên vương. Nhân lúc nước Triệu có tang, Tần Chiêu Tương vương đánh Triệu. Quân Tần chiếm 3 thành, lại tiếp tục tấn công. Triệu Hiếu Thành vương cầu cứu nước Tề. Tề Tương vương đòi ông phải cho em trai là Trường An quân sang làm con tin thì mới phát binh cứu.
Triệu thái hậu thương Trường An quân còn nhỏ (15 tuổi), không muốn cho đi làm con tin. Sau đó nghe lời Tả sư Xúc Long, thái hậu bằng lòng để Trường An quân sang Tề. Tề Tương vương bèn điều binh cứu Triệu. Quân Tần rút lui.
Sau đó tướng quốc nước Tề là Bình An quân Điền Đan lại cầm quân Triệu đánh Yên và Hàn, chiếm đất Trung Dương và Chú Nhân của 2 nước này.
Năm 264 TCN, thái hậu mất. Triệu Hiếu Thành vương tự mình cầm quyền chính.

## Thất bại ở Trường Bình
Năm 265 TCN, Tần Chiêu Tương vương sai Vương Hột mang quân đánh Hàn, bao vây quận Thượng Đảng. Tướng giữ Thượng Đảng là Phùng Đình chống cự không nổi phải cố thủ trong thành. Quân Tần bao vây Thượng Đảng, cắt đứt đường huyết mạch thông sang núi Thái Hàng, cô lập hoàn toàn Thượng Đảng. Năm 262 TCN, Phùng Đình liệu thế không giữ được, bèn sai sứ đến gặp Triệu Hiếu Thành vương dâng thư cho Triệu Hiếu Thành vương, xin mang Thượng Đảng theo Triệu.
Triệu Báo can ông không nên nhận, chỉ ra rằng đó là ý Phùng Đình muốn cho Tần chĩa mũi nhọn từ Hàn sang Triệu. Triệu Hiếu Thành vương bèn cho mời Bình Nguyên quân hỏi ý, Bình Nguyên quân khuyên ông nên nhận. Triệu Hiếu Thành vương tin theo, sai Bình Nguyên quân đến nhận đất, phong cho Phùng Đình ba vạn hộ, gọi là Hoa Dương quân, vẫn giữ chức thái thú, mười bảy viên huyện lệnh đều được phong làm quan nước Triệu nhưng lại không cử binh đi cứu Phùng Đình. Phùng Đình cầu cứu nhưng suốt 2 tháng, Triệu Hiếu Thành vương mới cử Liêm Pha đi cứu thì Vương Hột đã đánh vỡ Thượng Đảng. Phùng Đình mang dân chạy sang nương nhờ nước Triệu. Liêm Pha đi đến ải Trường Bình thì gặp quân Tần.
Liêm Pha ra trận thất lợi, bèn cố thủ không ra nữa. Triệu Hiếu Thành vương thấy quân Triệu yếu thế, sai Trịnh Chu sang giảng hoà với Tần nhưng vua Tần không cho.
Sau Tần Chiêu Tương vương dùng kế ly gián, sai sứ đến nước Triệu,phao tin rằng Tần chỉ sợ con Triệu Xa là Triệu Quát, không sợ Liêm Pha. Triệu Hiếu Thành vương nghe tin đồn, nghĩ rằng Liêm Pha nhát gan, định cho Triệu Quát ra thay Liêm Pha. Lạn Tương Như can nhưng Triệu Hiếu Thành vương không nghe, bãi chức Liêm Pha, phong Triệu Quát làm tướng. Mẹ Quát thấy vậy cũng can ngăn nhưng ông vẫn cự tuyệt.
Tần Chiêu Tương vương nghe tin cũng bí mật phái Bạch Khởi ra thay Vương Hột, quân Triệu không ai biết. Bạch Khởi dùng kế giả thua để nhử, Triệu Quát đắc chí, mang đại quân ra truy kích, trong khi Bạch Khởi điều hai cánh quân tinh nhuệ ra đánh tập hậu, cắt đôi quân Triệu.
Triệu Quát phải đóng quân giữa chỗ rừng núi, dựng tạm hào luỹ tự vệ, chờ viện binh. Vua Tần sai chặn đường tiến quân khiến Triệu không thể đem quân cứu viện.
Năm 260 TCN, quân Triệu bị vây ngặt, hết lương, quân sĩ giết hại lẫn nhau để ăn. Triệu Quát mấy lần xua quân ra đánh phá nhưng thất bại, bèn liều mạng dẫn một cánh quân tinh nhuệ đi phá vây, bị quân Tần dùng cung nỏ bắn trúng. Triệu Quát cùng cánh quân Triệu đều bị tử trận. Quân Triệu thất bại, đầu hàng, sau đều bị Bạch Khởi giết hết.

## Liên minh chống Tần
Bị tổn thất nhân sự nặng nề, nước Triệu chấn động. Triệu Hiếu Thành vương hối hận không nghe lời Bình Dương quân Triệu Báo.
Bạch Khởi muốn thừa thắng tiến tới hạ thành Hàm Đan. Triệu Hiếu Thành vương sợ hãi, sai sứ sang Tần xin cắt đất cầu hòa. Đúng lúc đó thừa tướng nước Tần là Phạm Thư lại ghen ghét công lao của Bạch Khởi, nên nói với Tần Chiêu Tương vương chấp nhận lui quân giảng hòa với điều kiện nước Triệu dâng hiến sáu thành. Triệu vương chấp nhận nộp 6 thành để tranh thủ thời gian hoà hoãn, cho gọi lại Liêm Pha làm tướng, chỉnh đốn lại binh mã, củng cố quốc phòng.
Sau khi lui quân, vua Tần lại ân hận khi nghe Bạch Khởi phân tích vì để lỡ thời cơ diệt nước Triệu, lại ép Bạch Khởi đi đánh Triệu. Bạch Khởi cho rằng cơ hội đã qua không thể đánh, nên bị Phạm Thư gièm pha và bị xử tử. Vua Tần vẫn muốn đánh Triệu, lại sai Vương Lăng cầm quân đi.
Năm 258 TCN, quân Tần tiến sang vây hãm kinh thành nước Triệu là Hàm Đan. Nước Triệu nguy cấp, bèn sai sứ cầu cứu nước Ngụy, Tề, còn Bình Nguyên quân Triệu Thắng đích thân sang Sở đề nghị Sở Khảo Liệt vương hợp tung chống Tần. Do sự thuyết phục của người khách Mao Toại (dưới quyền Bình Nguyên quân), Sở Khảo Liệt vương bằng lòng hợp tung, cử Xuân Thân quân Hoàng Yết đi cứu. Cùng lúc, Ngụy An Ly vương cũng cử Tấn Bỉ mang quân cứu Triệu. Tuy nhiên cả hai cánh quân Sở, Ngụy đều chỉ hư trương thanh thế không giao chiến với quân Tần. Riêng nước Tề, khi đó dưới thời Tề vương Kiến, thế nước đã suy yếu, lại dùng chính sách liên hoành với Tần, giao hảo với nước Tần không chịu hưởng ứng hợp tung với chư hầu.
Em vua Ngụy là công tử Ngụy Vô Kỵ hăng hái hưởng ứng hợp tung, lấy trộm binh phù của vua anh Ngụy An Ly vương, ra mặt trận lừa giết tướng Tấn Bỉ đoạt lấy quân đội và dẫn quân đánh úp quân Tần. Tướng Tần là Vương Lăng thua to phải rút về nước.
Ngụy Vô Kỵ phạm tội trái lệnh vua Ngụy không dám về nước, Triệu Hiếu Thành vương giữ lại làm thượng khách, đối xử rất hậu để tạ ơn. Ông lại cắt đất Linh Khâu cho Hoàng Yết nước Sở để cảm ơn phát binh.
Năm 256 TCN, Triệu Hiếu Thành vương sai Nhạc Thừa (con Nhạc Nghị) và Khánh Xá tấn công nước Tần nhưng bị tướng Tần là Lý Tín đánh tan. Trong năm đó liên tiếp thái tử cùng các đại thần Bình Nguyên quân Thắng và Trịnh An Bình qua đời.
Năm 247 TCN, quân Tần vây hãm kinh đô Đại Lương của nước Ngụy. Vua Ngụy sai sứ đến mời Ngụy Vô Kỵ về nước trao binh quyền. Theo lời kêu gọi của Ngụy Vô Kỵ, Triệu Hiếu Thành vương cùng các nước Sở, Hàn, Yên đều sai tướng đem quân hợp sức cứu Ngụy. Tín Lăng quân cầm quân cả năm nước đánh tan quân Tần ở Hà Ngoại. Tướng Tần là Mông Ngao bỏ chạy. Nguỵ Vô Kỵ thừa thắng đuổi quân Tần đến ải Hàm Cốc, chẹn đường quân Tần, quân Tần không dám ra.

## Chiến tranh với Yên và Hung Nô
Năm 251 TCN, Yên vương Hỉ sai tướng quốc Lật Phúc đi sứ nước Triệu, tặng Triệu Hiếu Thành vương 500 lạng vàng để kết liên minh cùng chống Tần. Khi trở về, Lật Phúc khuyên vua Yên nên đánh chiếm nước Triệu vì trai tráng nước Triệu đã chết gần hết trong trận Trường Bình, chỉ còn trẻ con và người già yếu.
Yên vương Hỷ không nghe lời can của Nhạc Can, chia quân làm 2 đường, sai Lật Phúc tấn công đất Cao, còn Khánh Tần và Nhạc Gian đánh đất Đại.
Triệu Hiếu Thành vương sai Liêm Pha và Nhạc Thừa ra chống cự. Liêm Pha đánh tan quân Yên, giết chết Lật Phúc, còn Nhạc Thừa cũng phá Khánh Tần ở đất Đại, bắt sống Khánh Tần và Nhạc Gian.
Năm 250 TCN, quân Triệu thừa thắng tiến sang đất Yên. Liêm Pha truy đuổi 500 dặm, tiến vào nước Yên, vây hãm Kế thành. Yên vương Hỷ sợ hãi, cử Tương Cừ làm tướng quốc ra điều đình với quân Triệu. Tương Cừ nói với Liêm Pha xin giảng hòa, Liêm Pha mới rút quân.
Năm 249 TCN, Triệu Hiếu Thành vương lại sai Nhạc Thừa vây đánh nước Yên. Sang năm 248 TCN, vua Triệu lại sai Nhạc Thừa đánh Yên, và đến năm sau lại hợp binh với nước Ngụy cùng đánh Yên. Yên vương Hỷ phải cắt đất xin giảng hòa, quân Triệu mới rút lui.
Năm 247 TCN, Yên vương Hỷ và Triệu Hiếu Thành vương đổi đất cho nhau: Yên giao cho Triệu đất Cát, Vũ Dương và Bình Thư, còn Triệu giao cho Yên đất Long Đoái, Phân Môn, Lân Nhạc.
Tại phía bắc, Triệu Hiếu Thành vương dùng Lý Mục làm tướng trấn giữ chống Hung Nô. Nhờ tài năng của Lý Mục, quân Triệu diệt hơn 10 vạn quân Hung Nô, phá Đan Lam, phá Đông Hồ. Đất đai phía bắc nước Triệu được mở rộng.

## Qua đời
Sau khi thái tử mất năm 251 TCN, Triệu Hiếu Thành vương lập con thứ là Yển lên làm thái tử.
Năm 245 TCN, trong lúc quân Tần tấn công nước Triệu, vừa chiếm đất Tấn Dương thì Triệu Hiếu Thành vương qua đời. Ông làm vua được 21 năm. Thái tử Triệu Yển lên nối ngôi, tức là Triệu Điệu Tương vương.

## Trong văn hóa
Triệu Hiếu thành vương được tái hiện trong tiểu thuyết võ hiệp Tầm Tần Ký của nhà văn Huỳnh Dị và được chuyển thể thành nhiều thể loại khác nhau như truyện tranh hay phim ảnh (đặc biệt là bộ phim cỗ máy thời gian do Cổ Thiên Lạc thủ vai). Nhìn chung ông được mô tả là vị vua nhu nhược, u mê, luôn nghe lời gian thần hãm hại hiền tài và luôn có những quyết định sai lầm. Đặc biệt, ông được mô tả là có tình cảm "đặc biệt" với gian thần Triệu Mộc.
Trong ngoại truyện của manga Kingdom của tác giả Hara Yasuhisa, Triệu Hiếu Thành Vương đã cử Lý Mục đến Nhạn Môn để chống Hung Nô. Khi biết Lý Mục không chịu tấn công mà chỉ thực hiện chiến lược "vườn không nhà trống", cố thủ không giao chiến thì lập tức cách chức và triệu ông về. Khi hậu quả xảy ra rất nghiêm trọng (quân Hung Nô tàn phá Nhạn Môn), Hiếu Thành Vương lại triệu Lý Mục về trấn thủ và vào chính truyện Kingdom thì Hiếu Thành Vương chết và Lý Mục đã tiêu diệt toàn bộ 10 vạn quân Hung Nô. Liêm Pha đã so sánh tiên vương với con trai là Điệu Tương vương và nhận định ông là "người tốt".